# 鲍勃·福特
罗伯特·爱德华·福特（英語：Robert Edward Faught，1921年9月2日—2002年4月23日），美国NBA联盟前职业篮球运动员。